# In varietate concordia
In varietate concordia ofwel Verenigd in verscheidenheid is het motto van de Europese Unie. Hoewel het Latijnse woord concordia de betekenis heeft van eendracht of harmonie is de officiële Nederlandse vertaling van het Europese motto In verscheidenheid verenigd. In het jaar 2000 werd het gekozen uit inzendingen van scholieren op de voormalige website www.devise-europe.com. Op 4 mei 2000 werd het motto officieel aangenomen door Nicole Fontaine, de toenmalige voorzitter van het Europees Parlement. Op het betreffende Nederlandstalige gedeelte van de website van de Europese Unie staat dat het motto aangeeft dat de Europese eenwording een proces is van werken aan vrede en welvaart, dat gevoed wordt door de vele verschillende culturen, talen en tradities van Europa.
In het voorstel voor een Europese grondwet uit 2004 is een variant op het EU-motto ook opgenomen in op de preambule. Op pagina twee van de Nederlandse versie staat:

Er vast van overtuigd dat Europa, "Eendracht in verscheidenheid", de volkeren de beste kansen biedt om, onder eerbiediging van eenieders rechten en in het besef van de verantwoordelijkheden jegens de toekomstige generaties en de aarde, voort te gaan met de grootse onderneming die van Europa bij uitstek een ruimte maakt waar mensen gestalte kunnen geven aan hun aspiraties;

## India
"Eenheid in verscheidenheid" is overigens ook een oud Indiaas begrip, afkomstig uit de Rig-Veda. Het werd door de Surinaamse naoorlogse Hindoestaanse politici – en verwoord door J.H. Adhin – tot uitgangspunt genomen van een politiek die samenwerking met andere bevolkingsgroepen mogelijk maakte, maar met het nadrukkelijk bewaren van de eigen identiteit.

## Het Europees devies in de 24 officiële talen van de EU
- Bulgaars: Единни в многообразието
- Deens: Forenet i mangfoldighed
- Duits: In Vielfalt geeint
- Engels: United in diversity
- Ests: Ühinenud mitmekesisuses
- Fins: Moninaisuudessaan yhtenäinen
- Frans: Unie dans la diversité
- Grieks: Ενότητα στην πολυµορφία
- Hongaars: Egység a sokféleségben
- Iers: Aontaithe san éagsúlacht
- Italiaans: Unità nella diversità
- Kroatisch: Ujedinjeni u raznolikosti
- Lets: Vienotība dažādībā
- Litouws: Vienybė įvairiškume
- Maltees: Magħquda fid-diversità
- Nederlands: In verscheidenheid verenigd
- Pools: Jedność w różnorodności
- Portugees: Unidade na diversidade
- Roemeens: Unitate în diversitate
- Slowaaks: Jednota v rozmanitosti
- Sloveens: Združeni v raznolikosti
- Spaans: Unidos en la diversidad
- Tsjechisch: Jednota v rozmanitosti
- Zweeds: Förenade i mångfalden